# أحمد العلاونة
أحمد إبراهيم العلاونة (ولد 1386 هـ / 1966 م)، باحث ومؤرخ وكاتب أردني، متخصص بالسِّيَر والتراجم، من قرية الطيبة في إربد بالأردن، له عناية خاصَّة بالمؤرِّخ الأديب خير الدين الزِّرِكْلي وكتابه الشهير "الأعلام"، تصحيحًا وتنقيحًا واستدراكًا وتذييلًا وتكميلًا. واشتَهَر بذيله عليه "ذيل الأعلام" الذي ترجم فيه لأعلام العرب والمستشرقين والمستعربين من سنة وفاة الزِّرِكْلي 1976 حتى وقتنا الحاضر، وصدر تباعًا في 6 أجزاء.

## آثاره
من آثاره المطبوعة:
1. فهارس ذكريات علي الطنطاوي، 1414 هـ.
2. ذيل الأعلام الجزء الأول، دار المنارة بجُدَّة، 1418هـ/ 1998م.
3. حمد الجاسر: جغرافي الجزيرة العربية ومؤرخها ونسّابتها، 1421 هـ.
4. ذيل الأعلام الجزء الثاني، 2002.
5. محمود الطناحي: عالم العربية وعاشق التراث، 1422 هـ.
6. إبراهيم السامرائي: علامة العربية الكبير، 1422 هـ.
7. ذيل الأعلام الجزء الثالث، 2006.
8. خير الدين الزركلي: المؤرخ الأديب الشاعر صاحب كتاب الأعلام، 1423 هـ.
9. خير الدين الزركلي، ببليوغرافيا، صور ووثائق، وبعض ما لم ينشر من كتبه.
10. خير الدين الزركلي، دراسة وتوثيق.
11. التذييل والاستدراك على معجم المؤلفين، 1423 هـ.
12. نظرات في كتاب الأعلام، 1424 هـ.
13. ذيل الأعلام الجزء الرابع، 2011.
14. نظرات في كتاب الأعلام (المستدرك).
15. نقاش المخطوطات في كتاب الأعلام.
16. الأعلام، لخير الدين الزركلي، محاولات في النقد واستدراك الخطوط والصور.
17. الأعلام، لخير الدين الزركلي، مراجعات وتصحيحات.
18. توشيح كتاب الأعلام.
19. ناصر الدين الأسد: العالم المفكر، الأديب الشاعر، 1425 هـ.
20. «تطريز الكساء في التساوي بين أسماء الرجال والنساء» - 1425 هـ.[1]
21. ذيل الأعلام الجزء الخامس، 2017.
22. شعراء يرسمون وقصائد تتكلم، كتب المجلة العربية 277، محرم 1440 هـ / أغسطس 2019م.
23. آباء وبناتهم في عالم الثقافة والعلم.
24. أثر القرآن الكريم في لغة النصارى العرب.
25. فهارس شواهد كتاب النحو الوافي.
26. القروي، شاعر العروبة، سيرة في ذكرياته، مقالات بقلم أكرم زعيتر، جمع ومراجعة وتقديم.
27. أول مئة أكاديمي (من سلسلة الأوائل في تاريخ الأردن)
28. أول مئة ممرض
29. أول مئة شهيد، بالاشتراك.
30. أول مئة معلم، بالاشتراك.
31. أول مئة موظف، بالاشتراك.
32. توقيعات المؤلفين والمحققين بمكتبة ناصر الدين الأسد.
33. الزوجان العالمان: أزواج جمعهم العلم والأدب والفكر والإبداع، كتاب المجلة العربية.
34. حسن عبد الله القرشي، دراسات وببيليوغرافيا.
35. الإخوة المبدعون الثلاثة.
36. المنجد الهادي إلى أعلام العرب والمسلمين.
37. رسائلهم إلي، من رسائل العلماء والأدباء إلى أحمد العلاونة.
38. صور الشعراء بكلماتهم.
39. في الكتاب وأحواله.
40. العلماء العرب المعاصرون ومآل مكتباتهم.[2]
41. مآل مكتبات علماء المملكة العربية السعودية.
42. معجم المعاقين سمعياً وبصرياً وحركياً.
43. عمر فروخ، في خدمة الإسلام.
44. المئة في تراجم من بلغ المئة، كتاب المجلة العربية، الرياض، رمضان 1443هـ/ 2022م.
45. الإتمام في التعليقات والاستدراكات على كتاب الأعلام، شذرات العلم للنشر، الرياض.
46. جهود النساء العربيات المعاصرات في تحقيق التراث العربي، دار البشير، جدة.
47. أعلام العزَّاب في العصر الحديث، المجلة العربية، الرياض.
48. معجم ألقاب الشعراء العرب المعاصرين، دار البشائر الإسلامية ببيروت، 1446هـ/ 2025.[3]
49. ذيل الأعلام الجزء السادس، المكتب الإسلامي ببيروت، 1446هـ/ 2025م.

## تكريمه
- كرَّمته اثنينية الوجيه السعودي عبد المقصود خوجه، في مدينة جُدَّةَ، عام 2004.
- فاز بجائزة الكتاب التراثي من المنظمة العربية للتربية والثقافة والعلوم، في احتفال أُقيمَ في قاعة جامعة الدول العربية بالقاهرة، عام 2018.
- كرَّمه منتدى الفكر العربي بعَمَّان، في ندوة احتفالية بمناسبة صُدور الجزء الخامس من (ذيل الأعلام)، عام 2018.[4]

## وصلات خارحية
- لقاء مسجل مع الباحث والمؤرخ أحمد العلاونة من تنظيم مجموعة الحضارة الإسلامية